# Балтійська трубопровідна система — 2

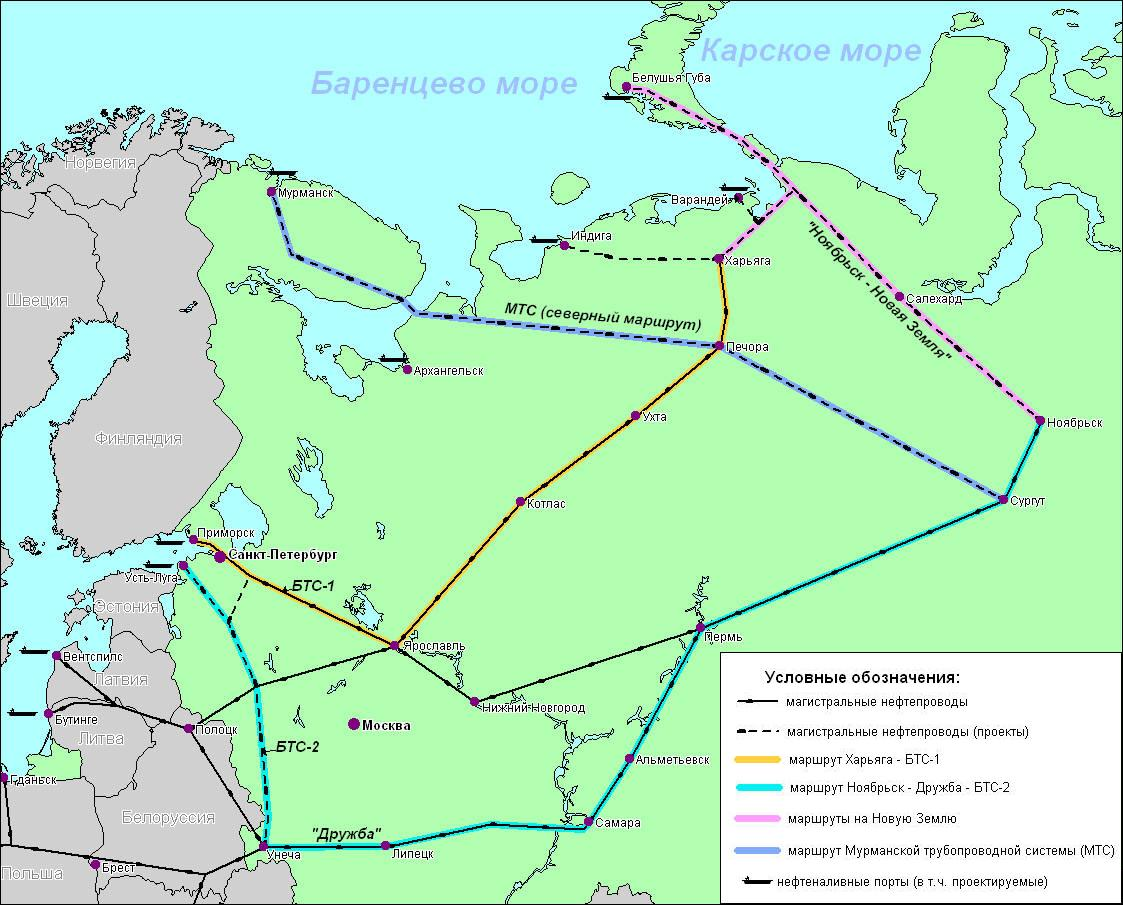
БПС-2 на мапі позначено синім штрих-пунктиром

Балтійська трубопровідна система - 2 (БПС-2) — друга магістральна лінія Балтійської трубопровідної системи. 
Нафтогін будувався та експлуатується російською нафтопроводною компанією «Транснефть». 

БПС-2 було завершено в 2011 році і почав функціонувати наприкінці березня 2012
.

## Історія
Проект був запропонований після суперечки щодо транзиту нафти між Росією та Білоруссю на початку січня 2007 року та схвалений урядом Росії 21 травня 2007
.
Хоча у квітні 2008 р. Міністерство промисловості та енергетики Росії подало негативний звіт про прибутковість трубопроводу, Росія вирішила розвивати власну інфраструктуру для експорту вуглеводнів, минаючи колишні радянські транзитні країни.
Основна мета трубопроводу - захистити Росію та її партнерів від можливих рішень транзитних країн щодо підвищення тарифів або відкачування вуглеводнів.

1 грудня 2008 року прем'єр-міністр Володимир Путін підписав постанову про будівництво.

Будівництво розпочалося 10 червня 2009 року.

Будівництво було завершено в жовтні 2011 року. 
Відкриття експортного терміналу в Усть-Лузі було перенесено на 2012 рік через пошкодження зсувами.

## Маршрут
Система трубопроводів завдовжки 1170 км проходить від вузла «Унеча» нафтопроводу «Дружба» поблизу російсько-білоруського кордону до терміналу «Усть-Луга» на березі Фінської затоки. 
Довжина нафтопроводу від Унечі до Усть-Луги становить 998 км, а довжина відгалуження до Киришського нафтопереробного заводу становить 172 км. 
Трубопровід прокладена через Брянську, Смоленську, Тверську, Новгородську та Ленінградську області.

## Технічний опис
Початкова потужність нафтопроводу на першому етапі становить 10 млн тонн нафти на рік, яка буде збільшена до 50 млн тонн на другому етапі. 

З них 12 мільйонів тонн буде транспортовано в Усть-Лугу і 12 мільйонів тонн на Кириський НПЗ. 
Діаметр трубопроводу варіюється від 1020 до 1067 мм (40 і 42 дюйми).

Вартість будівництва оцінюється в 4 мільярди доларів США.

На трубопроводі вісім насосних станцій. На першому етапі було побудовано дві нові насосні станції та відремонтовано дві насосні станції (в Унечі та Андреаполі). 
На другому етапі додадано чотири нові насосні станції.
Крім того, побудовано нафтовий термінал в Усть-Лузі.